# Fabio Cannavaro
Fabio Mamerto Cannavaro (sinh ngày 13 tháng 9 năm 1973 tại Napoli, Ý) là một cựu cầu thủ và huấn luyện viên bóng đá người Ý. Anh đã giành danh hiệu Cầu thủ xuất sắc nhất năm của FIFA và Ballon d'Or vào năm 2006, là người đầu tiên và duy nhất cho đến nay là hậu vệ giành được cả hai danh hiệu này, cũng như là người cao tuổi nhất từng nhận giải. Anh được coi là một trong những hậu vệ xuất sắc nhất trong lịch sử bóng đá thế giới.
Anh bắt đầu sự nghiệp cầu thủ tại Napoli, và sau đó là Parma nơi mà anh đã gắn bó 7 năm với 2 chức vô địch Coppa Italia và chiếc cúp UEFA năm 1999. Sau đó anh tới chơi ở hai câu lạc bộ lớn ở Italia là Juventus và Inter Milan. Năm 2006 anh đến Real Madrid và giành hai chức vô địch La Liga trong 2 mùa giải liên tiếp. Trong mùa giải 2009-2010 anh chuyển tới Al-Ahli ở Dubai.
Cannavaro cũng đã rất được thành công với đội tuyển quốc gia Italia. Anh là một phần của đội tuyển U21 Italy vô địch giải vô địch U21 châu Âu năm 1994 và 1996. Vào năm 1997, anh đã trở thành đội trưởng. Cannavaro đã dẫn dắt đội tuyển quốc gia chiến thắng tại World Cup 2006, và trong năm 2009 đã vượt qua Paolo Maldini là cầu thủ từng khoác áo đội tuyển quốc gia Ý nhiều trận nhất trong lịch sử. Anh tuyên bố giã từ sự nghiệp bóng đá quốc tế vào ngày 25 tháng 6 năm 2010 sau thất bại của Italia tại World Cup 2010, và anh đã thi đấu được 136 trận, ghi được hai bàn thắng.
Em trai Cannavaro là Paolo cũng là một cựu cầu thủ bóng đá chuyên nghiệp từng chơi cho Napoli.

## Tuổi thơ
Tình yêu với trái bóng của Cannavaro được truyền từ người cha, một cầu thủ nghiệp dư của CLB Giugliano. Cũng như nhiều cậu bé khác ở Napoli lúc bấy giờ, cậu bé Fabio (Cannavaro) luôn ao ước được khoác áo Napoli và thi đấu trên thảm cỏ San Paolo huyền thoại. Lên 8 tuổi, anh gia nhập Bangoli, một trung tâm đào tạo bóng đá trẻ ở Napoli, thật bất ngờ khi biết rằng Cannavaro khởi nghiệp ở vị trí...tiền vệ. Người có công lớn nhất phát hiện tố chất của trung vệ ở Cannavaro (không được đánh giá cao ở ngoại hình) chính là chuyên gia Hutchinson, người từng làm việc ở Newcastle. Khi Cannavaro 12 tuổi, Hutchinson đã bắt đầu huấn luyện cho Cannavaro những kỹ năng cơ bản của một trung vệ và đưa anh tới tập luyện ở CLB Napoli, đó chính là nền tảng cho sự ra đời của một trong những trung vệ xuất sắc nhất bóng đá thế giới.

## Sự nghiệp câu lạc bộ

### Napoli
Năm 1993 chứng kiến một mốc quan trọng trong sự nghiệp của Cannavaro, lần đầu tiên anh có vinh dự khoác áo xanh của Napoli và thật thú vị khi đối thủ đầu tiên của anh chính là...Juventus. Mặc dù vậy, "niềm vui ngắn chẳng tày gang", năm 1995, CLB Napoli của anh chìm ngập trong cơn khủng hoảng, họ buộc phải bán những ngôi sao sáng nhất trong đội hình, trong đó có Cannavaro, một cầu thủ đầy triển vọng.

### Parma
Nhưng tài năng của anh nở rộ ở bất cứ đâu, sang Parma, anh kết hợp cùng Thuram và Buffon tạo nên một hàng phòng ngự vô cùng vững chắc, những danh hiệu bắt đầu đến với "chàng trai" Cannavaro như UEFA Cup, Coppa Italia, bên cạnh đó là những lần tôn vinh ở giải thưởng cá nhân như Hậu vệ xuất sắc nhất Serie A hay 3 lần về nhì ở hạng mục "Hậu vệ xuất sắc nhất" trong lễ trong giải Oscar del Calcio.

### Inter Milan
Mặc dù vậy, cũng giống như Napoli, Parma lại lâm vào cơn khủng hoảng tài chính và họ buộc phải "bán dần bán mòn" tài năng, Cannavaro "cập bến" Inter năm 2002 với mức phí 23 triệu euro, nhưng nơi đây lại chứng kiến khoảng tối trong sự nghiệp của anh, sau 2 mùa giải, Cannavaro "lầm lũi" rời khỏi Inter với giá chỉ bằng...thủ môn Carini (trao đổi với Juventus).

### Juventus
Tại Juve, dưới bàn tay của HLV Capello, Cannavaro "sống lại" và thi đấu tuyệt hay trong màu áo Juventus và anh đã thâu tóm toàn bộ danh hiệu xuất sắc nhất dành cho cầu thủ ở Italia trong 2 mùa giải này (Hậu vệ xuất sắc nhất Serie A, Cầu thủ xuất sắc nhất Serie A, Cầu thủ Italia xuất sắc nhất năm). Cũng ở Juventus anh đã cùng đội bóng giành được 2 Scudetto (2004-2005 và 2005-2006). Nhưng sau đó đã bị tước sau candal Calciopoli.

### Real Madrid
Năm 2006 anh chuyển sang chơi CLB Real Madrid và mặc chiếc áo số 5 (số áo cũ của Zidane). Ở đây anh đã gặt hái được một số thành công. Anh cùng Real Madrid vô địch La Liga trong 2 mùa bóng 2006-2007 và 2007-2008 và giành danh hiệu "Quả bóng vàng châu âu" cũng như "cầu thủ số 1 thế giới" năm 2006. Nhưng cũng từ đó sự nghiệp của anh bắt đầu đi xuống. Nhất là trong mùa giải 2008-2009, anh gặp nhiều khó khăn khi phải đối mặt với những cầu thủ quá xuất sắc như Lionel Messi hay Samuel Eto'o khiến Real Madrid thủng lưới rất nhiều, làm mất đi sự tin tưởng của ban lãnh đạo Real Madrid.

### Trở về Juventus
Ngày 19 tháng 5 năm 2009 Cannavaro trở lại thi đấu cho Juventus. Nhưng không thực sự thành công.

### Al-Ahli
Ngày 2 tháng 6 năm 2010. Sau World Cup 2010 anh chuyển sang thi đấu cho 1 CLB Các Tiểu vương quốc Ả Rập là Al-Ahli theo dạng chuyển nhượng tự do.